# Gråhättad tangara
Gråhättad tangara (Kleinothraupis reyi) är en fågel i familjen tangaror inom ordningen tättingar.

## Utbredning och systematik
Den förekommer i Anderna i sydvästra Venezuela (Trujillo, Mérida och Táchira). Traditionellt placeras arten i släktet Hemispingus, men genetiska studier visar att arterna i släktet inte är varandras närmaste släktingar.

## Status
IUCN kategoriserar arten som nära hotad.